# Juan David Agudelo
Juan David Agudelo (ur. 11 stycznia 1982 w Bogocie) – kolumbijski aktor telewizyjny i filmowy, model.

## Filmografia

### Produkcje TV
- 2009: Bananowa młodzież (Niños Ricos, Pobres Padres) jako Juan Alarcón[4]
- 2010: Mujeres al límite jako Novicio Santiago
- 2010: Decisiones (odc. "Yo la mato")
- 2010: Pustynna miłość (El Clon) jako Fernando Escobar[5]
- 2010: Karabudjan (Antena 3)
- 2010: Victorinos jako Jonathan
- 2011: Primera dama jako Diego Santander[6]
- 2011: Terapia de pareja jako młody Pablo
- 2011: Tu voz estéreo (odc. "Gigolo a domicilio")

### Filmy fabularne
- 2008: Límites jako Felipe[7]
- 2016: Papa Rebelde jako młody Jorge Mario Bergoglio[8]